# Spotkamy się w St. Louis
Spotkamy się w St. Louis (org. Meet Me in St. Louis) – amerykański musical z 1944 roku opowiadający historię czterech sióstr mieszkających w Saint Louis w czasach wystawy światowej z 1904 roku.
Scenariusz filmu powstał na bazie serii opowiadań Sally Benson, publikowanych oryginalnie w magazynie The New Yorker i wydanych później w postaci noweli 5135 Kensington.
Reżyser Vincente Minnelli poznał na planie swoją przyszłą żonę – Judy Garland. W filmie Garland wykonuje piosenki „The Trolley Song” oraz „Have Yourself a Merry Little Christmas”, które później stały się przebojami.
Film był drugim najbardziej dochodowym filmem w 1944 roku, zaraz po Idąc moją drogą.

## Obsada
- Judy Garland – Esther Smith
- Margaret O’Brien – „Tootie” Smith
- Mary Astor – Pani Anna Smith
- Lucille Bremer – Rose Smith
- Tom Drake – John Truett
- Marjorie Main – Katie
- Leon Ames – Pan Alonzo Smith
- Harry Davenport – Dziadek
- June Lockhart – Lucille Ballard
- Henry H. Daniels Jr. – Alonzo „Lon” Smith Jr.
- Joan Carroll – Agnes Smith
- Hugh Marlowe – Pułkownik Darly
- Robert Sully – Warren Sheffield
- Chill Wills – Pan Neely

## Muzyka
Ścieżkę dźwiękową do filmu zaadaptował Roger Edens, który był również jednym z producentów.
Część z utworów pochodzi z okresu wystawy światowej z 1904 roku. Inne zostały stworzone dla filmu.
- „Meet Me in St. Louis, Louis”, Kerry Mills i Andrew B. Sterling, 1904
- „The Boy Next Door”, Hugh Martin i Ralph Blane, 1944, wykonywana przez Judy Garland.
- „Skip to My Lou”, tradycyjna, z sekcją zaśpiewaną do melodii „Yankee Doodle”, zaaranżowana przez Hugh Martina and Ralpha Blane’a, 1944
- „I Was Drunk Last Night”, wykonywana przez Margaret O’Brien.
- „Under the Bamboo Tree”, słowa i muzyka: Robert Cole i The Johnson Bros., 1902, wykonywana przez Judy Garland i Margaret O’Brien.
- „Over the Banister”, Conrad Salinger i Roger Edens, 1944, wykonywana przez Judy Garland.
- „The Trolley Song”, Hugh Martin i Ralph Blane, 1944, wykonywana przez Judy Garland i chór.
- „You and I”, Nacio Herb Brown i Arthur Freed, śpiewana przez Arthura Freeda i D. Markasa.
- „Goodbye, My Lady Love”, (wersja instrumentalna), Joseph E. Howard, 1904.
- „Little Brown Jug”, (wersja instrumentalna), Joseph Winner, 1869.
- „Down at the Old Bull and Bush”, (wersja instrumentalna), Harry von Tilzer, 1903.
- „Home! Sweet Home!”, (wersja instrumentalna), Henry Bishop, 1823/1852.
- „Auld Lang Syne”, (wersja instrumentalna)
- „The First Noel”, (wersja instrumantalna)
- „Have Yourself a Merry Little Christmas”, Hugh Martin i Ralph Blane, 1944, wykonywana przez Judy Garland.

## Nagrody i nominacje
Film został nominowany do Nagród Akademii Filmowej w kategoriach: najlepsze zdjęcia, najlepsza muzyka, najlepsza oryginalna piosenka filmowa (dla Hugh Martina i Ralpha Blane’a za „The Trolley Song”) oraz najlepszy scenariusz adaptowany. Podczas 17. ceremonia wręczenia Oscarów Margaret O’Brien otrzymała Academy Juvenile Award za występy filmowe w 1944 roku, czyli m.in. za Spotkamy się w St. Louis.
Film został uznany za „znaczący kulturowo” przez Bibliotekę Kongresu Stanów Zjednoczonych i umieszczony w National Film Registry w 1994 roku. W 2005 roku Time.com umieścił film na liście 100. najlepszych filmów ostatnich 80. lat.
W 2004 roku American Film Institute umieścił pochodzące z filmu utwory „The Trolley Song” i „Have Yourself a Merry Little Christmas” na liście stu najlepszych piosenek filmowych, odpowiednio na 26. i 76. miejscu; w 2006 roku AFI umieścił Spotkamy się w St. Louis na 10. miejscu zestawienia najlepszych musicali.

## Adaptacje
W 1959 roku powstał telewizyjny remake Spotkamy się w St. Louis w reżyserii George’a Schaefera na podstawie oryginalnego scenariusza Brechera i Finklehoffe'a. Wystąpili w nim m.in.: Jane Powell, Jeanne Crain, Patty Duke, Walter Pidgeon, Ed Wynn, Tab Hunter i Myrna Loy.
W 1966 roku nakręcono nie-muzyczny remake. Wystąpili: Shelley Fabares, Celeste Holm, Larry Merrill, Judy Land, Rita Shaw i Morgan Brittany. Reżyserem był Alan D. Courtney; scenariusz napisał Sally Benson, autorka literackiego pierwowzoru. Był pilotem serialu telewizyjnego, który ostatecznie nie powstał.
W 1989 roku powstał broadwayowski musical oparty na filmie, do którego dodano dodatkowe piosenki.

## Opowiadanie
W pierwszej połowie 1942 roku Sally Benson na łamach The New Yorker publikowała w odcinkach opowiadanie, oparte na swoich przeżyciach z dzieciństwa.
- „5135 Kensington: January, 1904” 31 stycznia 1942 – Tootie i Dziadek zwiedzają miejsca wystawy
- „5135 Kensington: February, 1904” 8 lutego 1942 – Pan i pani Smith wychodzą, a dziewczyny bawią się w domu
- „5135 Kensington: March, 1904” 28 marca 1942 – Rodzina zwiedza wystawę światową
- „5135 Kensington: April, 1904” 11 kwietnia 1942 – Rodzina nie przeprowadza się do Nowego Jorku
- „5135 Kensington: May, 1904” 23 maja 1942 – Ostatni rzut oka na wystawę

## Wpływy kulturowe
- W filmie Seks w wielkim mieście asystentka Carrie Bradshaw kupuje jej wydanie DVD filmu.
- W filmie Rodzinny dom wariatów Suzanna ogląda Spotkamy się w St. Louis; pokazano fragment, w którym Judy Garland śpiewa „Have Yourself a Merry Little Christmas”.
- W filmie Duchy w Wenecji z 2023 (adaptacja powieści Agathy Chriestie Wigilia Wszystkich Świętych, reż. Kenneth Branagh) rodzeństwo Holland, pomocnicy medium Joyce Reynolds opowiadają o epizodzie wojennym gdy przez miesiąc w kółko oglądali połowę filmu Spotkamy się w St. Louis.